# Жълтоуста дървесница
Жълтоустите дървесници (Hemiphractus proboscideus) са вид земноводни от семейство Hemiphractidae.
Срещат се в северозападните части на Амазония в Южна Америка.
Таксонът е описан за пръв път от испанския зоолог Маркос Хименес да ла Еспада през 1870 година.